# Father Figures
Father Figures is een Amerikaanse filmkomedie uit 2017 onder regie van Lawrence Sher. De hoofdrollen worden vertolkt door Owen Wilson en Ed Helms.

## Verhaal
De volwassen tweelingbroers Kyle en Peter Reynolds denken al heel hun leven dat hun vader voor hun geboorte gestorven is, maar dan ontdekken ze dat hun moeder Helen gelogen heeft omdat ze niet zeker wist wie hun echte vader was. De broers reizen vervolgens het hele land door om hun biologische vader te vinden.

## Rolverdeling
| Acteur             | Personage                   |
| ------------------ | --------------------------- |
| Owen Wilson        | Kyle Reynolds               |
| Ed Helms           | Peter Reynolds              |
| Glenn Close        | Helen Baxter                |
| J.K. Simmons       | Roland Hunt                 |
| Terry Bradshaw     | Als zichzelf                |
| Christopher Walken | Dr. Walter Tinkler          |
| Ving Rhames        | Rod Hamilton                |
| Katt Williams      | Hitchhiker                  |
| Harry Shearer      | Gene                        |
| June Squibb        | Mrs. Hunt                   |
| Katie Aselton      | Sarah O'Callaghan           |
| Jessica Gomes      | Kaylani                     |
| Ali Wong           | Ali                         |
| Jack McGee         | Kevin / Patrick O'Callaghan |

## Productie

### Ontwikkeling
|                                                  |  |  |
| Hoofdrolspelers Owen Wilson (links) en Ed Helms. |  |  |

In juni 2011 raakte bekend dat Paramount Pictures een spec script, getiteld Bastards, van scenarist Justin Malen had opgepikt. Drie jaar later nam Warner Bros. het project over van Paramount en werd cameraman Lawrence Sher in dienst genomen om het project te regisseren.

### Casting
Oorspronkelijk werden Jason Sudeikis en Ed Helms aan het project gelinkt als hoofdrolspelers. In juli 2015 raakte bekend dat Owen Wilson en Ed Helms de hoofdpersonages zouden vertolken. In augustus 2015 werd de cast uitgebreid met J.K. Simmons, Terry Bradshaw en Ving Rhames. Een maand later werden Katt Williams en Glenn Close aan het project toegevoegd.

### Opnames
De opnames gingen op 5 oktober 2015 van start en eindigden op 5 december 2015. Er werd gefilmd in onder meer Atlanta en Miami.
Toen proefvoorstellingen van de film geen succes bleken te zijn, werd besloten om het einde van de film aan te passen. In april 2017 vonden er in Rutledge (Georgia) extra opnames plaats. Door de extra opnames werd acteur  Bill Irwin vervangen door Christopher Walken.

### Release en ontvangst
Door teleurstellende proefvoorstellingen werden er extra opnames georganiseerd en werd de première meermaals uitgesteld. Warner Bros. wilde de komedie oorspronkelijk in november 2016 uitbrengen, maar de release werd in juni 2016 uitgesteld naar januari 2017. In januari 2017, enkele weken voor de film in première zou gaan, werd de release tijdelijk geschrapt. Later werd de releasedatum door de studio veranderd in december 2017.
Omdat Bastards als een scheldwoord werd beschouwd, weigerden tv-stations en bioscopen reclame te maken voor de film. Om die reden werd de titel van de film in september 2017 veranderd in Father Figures. In het Verenigd Koninkrijk werd de film uitgebracht onder de titel Who's Your Daddy?.
De film ging op 13 december 2017 in première in het TCL Chinese Theatre in Hollywood. De komedie kreeg overwegend negatieve recensies. Op Rotten Tomatoes heeft Father Figures een waarde van 18% en een gemiddelde score van 3,5/10, gebaseerd op 45 recensies. Op Metacritic heeft de film een gemiddelde score van 22/100, gebaseerd op zeventien recensies.